# 城南街道 (北京市)
城南街道是中国北京市昌平区下辖的一个街道。

## 行政区划
城南街道下辖以下村级单位：
龙凤山砂石厂社区、凉水河社区、化庄社区、山峡社区、昌盛园社区、郝庄家园北区社区、拓然家苑社区、水屯家园社区、秋实家园社区、新汇园社区、畅春阁社区、郝庄家园西区社区、世涛天朗社区、富泉花园社区、介山社区、水屯村、南郝庄村、旧县村、北郝庄村和邓庄村